# محمد رحمت‌الله
محمد رحمت‌الله (انگلیسی: Mohammed Rahmatullah؛ زادهٔ ۱۹۳۳ - درگذشته نامشخص) بازیکن فوتبال اهل هند-پاکستان بود.
وی همچنین در تیم‌های ملی فوتبال هند و پاکستان بازی کرده است.